# Kabinet (meubel)

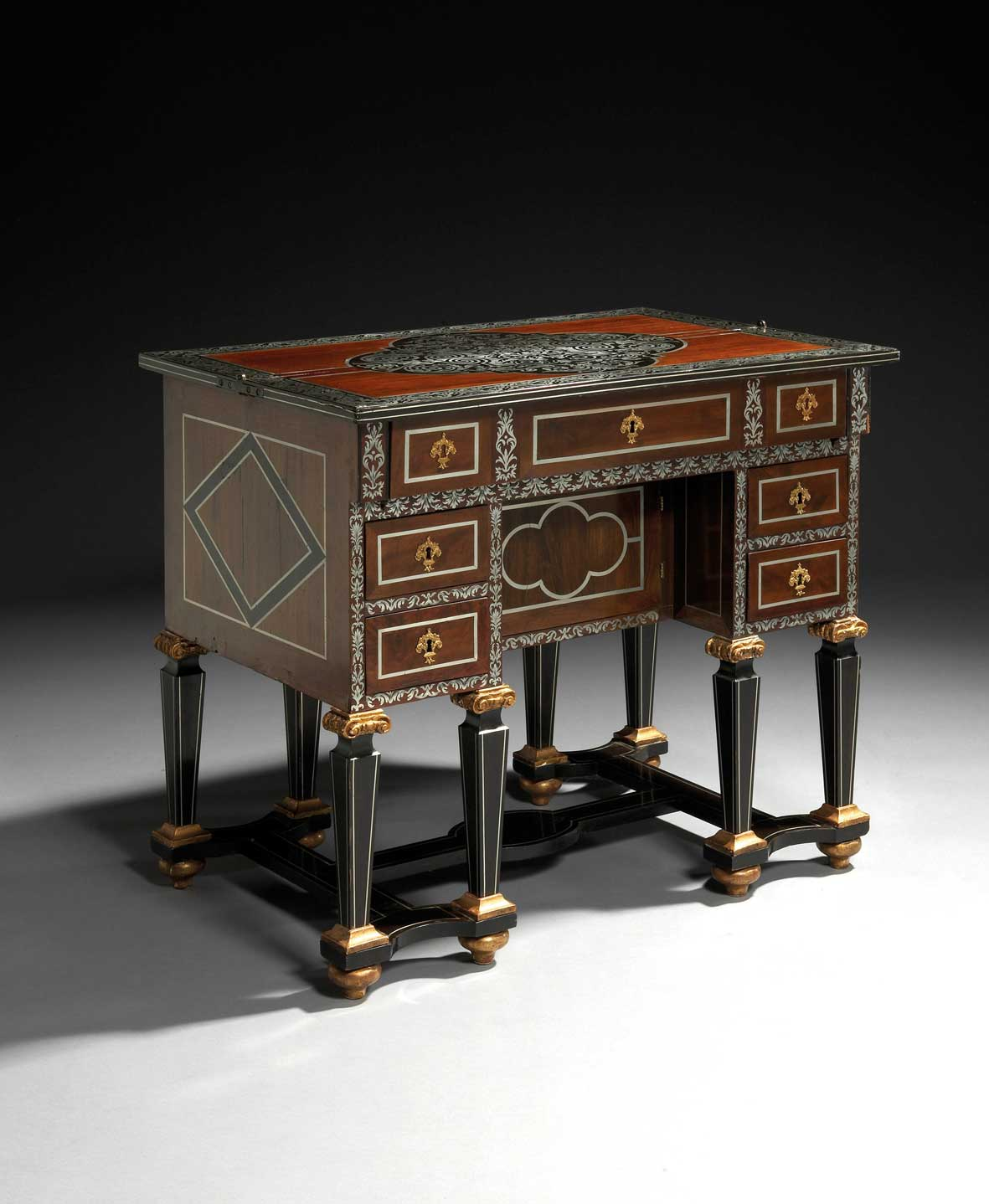
Cabinet uit de tijd van Lodewijk XIV.

Een kabinet is een opbergmeubel. Het bestaat uit hout en bevat vele vakjes en deurtjes. 
Vanaf 1570 is de grote opbloei ontstaan en werden er veel luxe-materialen gebruikt voor de versiering ervan. De deurtjes en de wanden van het meubel werden bewerkt met beschilderde panelen, schild van de schildpad, inlegwerk, lak en steenimitaties. 
Het meubel was vooral populair in Spanje, Frankrijk, Italië en de Nederlanden.
Een kabinet met glas rondom wordt ook wel vitrinekast genoemd.